# Francavilla al Mare
Francavilla al Mare (AFI: [frankaˌvill‿al ˈmare]) è un comune italiano di 25 408 abitanti della provincia di Chieti in Abruzzo.
È situata a sud di Pescara, con la quale confina e forma un unico agglomerato urbano. Fa parte dell'area metropolitana centro-abruzzese che supera i 350 000 abitanti, in un territorio ad alta densità abitativa.
Si estende su un territorio basso collinare e costiero, immediatamente a nord della Costa dei Trabocchi. L'antico passato della città è testimoniato dai ritrovamenti archeologici sul territorio risalenti al periodo preistorico e protostorico, italico, frentano e romano.

## Geografia fisica

### Territorio
Il territorio comunale si estende lungo la costa adriatica abruzzese e ha una estensione di 23,09 km²; è attraversato dal fiume Alento, mentre il fiume Foro segna il confine meridionale con Ortona. Diviso tra una stretta pianura costiera e la fascia collinare immediatamente retrostante, il centro urbano si sviluppa prevalentemente sulla riva, mentre il centro storico (andato quasi interamente distrutto nella Seconda guerra mondiale) sorgeva su una collina prospiciente il mare.
La Classificazione sismica del comune è zona 3 (sismicità bassa).

### Clima
Il clima della città, di tipo temperato caldo, presenta caratteristiche mediterranee con una temperatura media annua di 14,9 °C, oscillante fra i 6,4 °C del mese di gennaio e i 23,6 °C di luglio. Gli inverni sono generalmente miti (la media stagionale è di 7,6 °C) e le estati calde, ma non torride (22,6 °C di media stagionale). Le precipitazioni, pari a 730 mm annui, sono per lo più concentrate fra settembre e aprile. La siccità estiva è meno marcata che in altre contrade mediterranee.
| Mese                | Mesi | Mesi | Mesi | Mesi | Mesi | Mesi | Mesi | Mesi | Mesi | Mesi | Mesi | Mesi | Stagioni | Stagioni | Stagioni | Stagioni | Anno |
| Mese                | Gen  | Feb  | Mar  | Apr  | Mag  | Giu  | Lug  | Ago  | Set  | Ott  | Nov  | Dic  | Inv      | Pri      | Est      | Aut      | Anno |
| ------------------- | ---- | ---- | ---- | ---- | ---- | ---- | ---- | ---- | ---- | ---- | ---- | ---- | -------- | -------- | -------- | -------- | ---- |
| T. max. media (°C)  | 9,7  | 11,5 | 13,6 | 17,1 | 20,7 | 25,4 | 28,4 | 27,9 | 24,7 | 20,3 | 15,6 | 12,3 | 11,2     | 17,1     | 27,2     | 20,2     | 18,9 |
| T. media (°C)       | 6,4  | 7,7  | 9,8  | 12,9 | 16,6 | 21,0 | 23,6 | 23,1 | 20,3 | 16,4 | 12,2 | 8,8  | 7,6      | 13,1     | 22,6     | 16,3     | 14,9 |
| T. min. media (°C)  | 3,2  | 3,9  | 6,0  | 8,8  | 12,5 | 16,6 | 18,8 | 18,4 | 16,0 | 12,5 | 8,8  | 5,3  | 4,1      | 9,1      | 17,9     | 12,4     | 10,9 |
| Precipitazioni (mm) | 67   | 54   | 64   | 59   | 43   | 43   | 36   | 49   | 64   | 81   | 84   | 86   | 207      | 166      | 128      | 229      | 730  |

## Origini del nome
Il toponimo Francavilla, in uso sino al 1863, è il risultato dell'unione di Franca nel senso di esente da obblighi fiscali e di Villa, termine latino il cui significato originario era casa di campagna ma che in età medievale assunse anche l'accezione di località abitata o paese. La specifica al Mare si rese necessaria dopo l'unificazione italiana nel 1861 per distinguere la cittadina dai numerosi centri abitati italiani omonimi, e venne prescelta in considerazione del recente sviluppo dell'abitato lungo le rive del Mare Adriatico. Fu quindi aggiunta alla vecchia denominazione nel 1863.

## Storia

### Origini ed età medievale

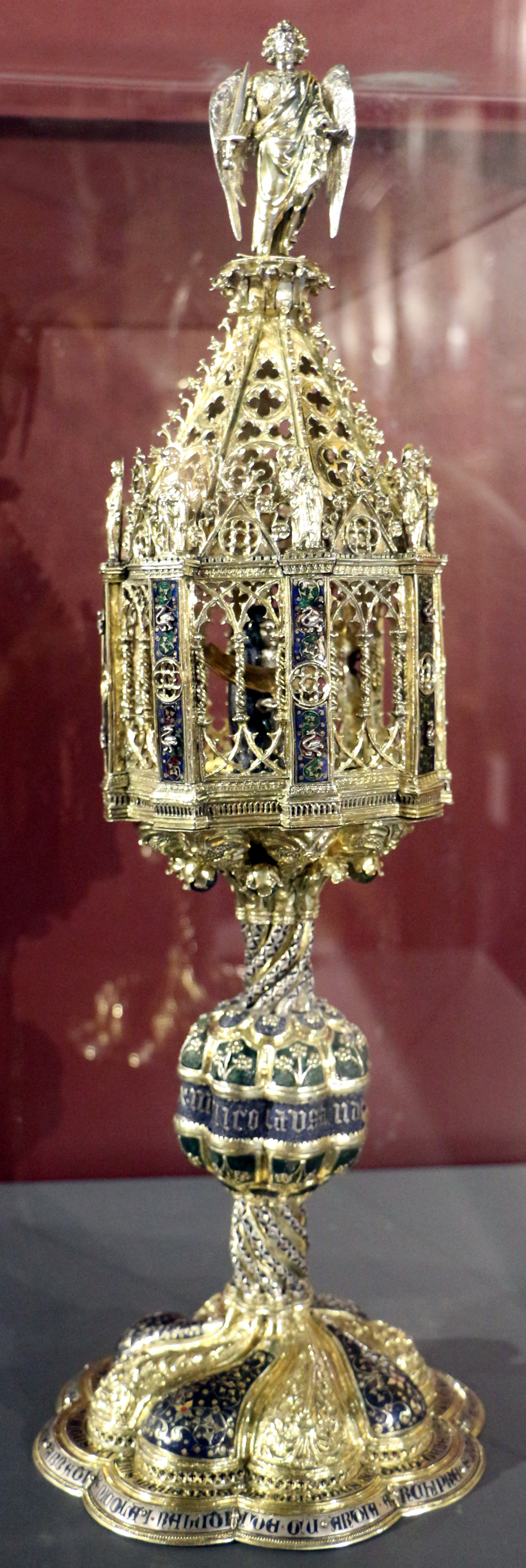
Ostensorio di Nicola da Guardiagrele (1412), conservato nella chiesa parrocchiale di Santa Maria Maggiore

L'abitato si costituì, con ogni probabilità, in epoca longobarda e fece parte del Ducato di Spoleto. Era per lo più popolato da contadini e pescatori e fu edificato secondo un piano urbanistico a spina di pesce tipico del Medioevo, estendendosi da La Civitella (posta nel centro del paese), fino al mare. Era circondato da mura perimetrali con tre porte d'accesso, e difeso da dodici torri.
Nel XIII secolo si sviluppò in paese una florida attività commerciale imperniata sul porto (che aveva un proprio fondaco per il sale). Nel 1307 fu istituita la Fiera dell'Assunzione. In quegli anni Roberto d'Angiò autorizzò ufficialmente il commercio del vino con Chieti. La peste nera, scoppiata attorno al 1350, decimò la popolazione della cittadina che successivamente dovette subire saccheggi e razzie prima da Frate Monreale di Provenza, poi dal Conte Lando. Attorno alla metà del Quattrocento fu accolta in città una colonia di profughi albanesi che avevano abbandonato il proprio paese a seguito dell'invasione ottomana. In quell'epoca fu edificata a Francavilla la chiesa più antica, ancora esistente, santa Maria della Croce.

### Età moderna
Nel 1501 la località fu data in feudo a Costanza d'Avalos, la cui famiglia era titolare dei marchesati del Vasto e di Pescara.
Nel luglio 1566 una flotta ottomana guidata dall'ammiraglio Piyale Paşa, assaltò la fortezza di Pescara, in via di completamento. Le comunque già importanti fortificazioni indussero gli ottomani a desistere dall'attacco, ripiegando a sud dove saccheggiarono dapprima Francavilla e poi Tollo, Miglianico, Ortona, Vasto e Termoli. Francavilla venne espugnata, saccheggiata e in parte distrutta dagli armati musulmani, come ricordato anche da Serafino Razzi in Viaggio negli Abruzzi.
Nel 1602 fu ceduta ai Caracciolo e sei anni dopo ai Di Palma. Quarant'anni più tardi fu recuperata dai D'Avalos, che ne mantennero il possesso fino all'ultimo decennio del XVIII secolo. Nel Settecento le fu conferito il titolo di città.

### Età contemporanea

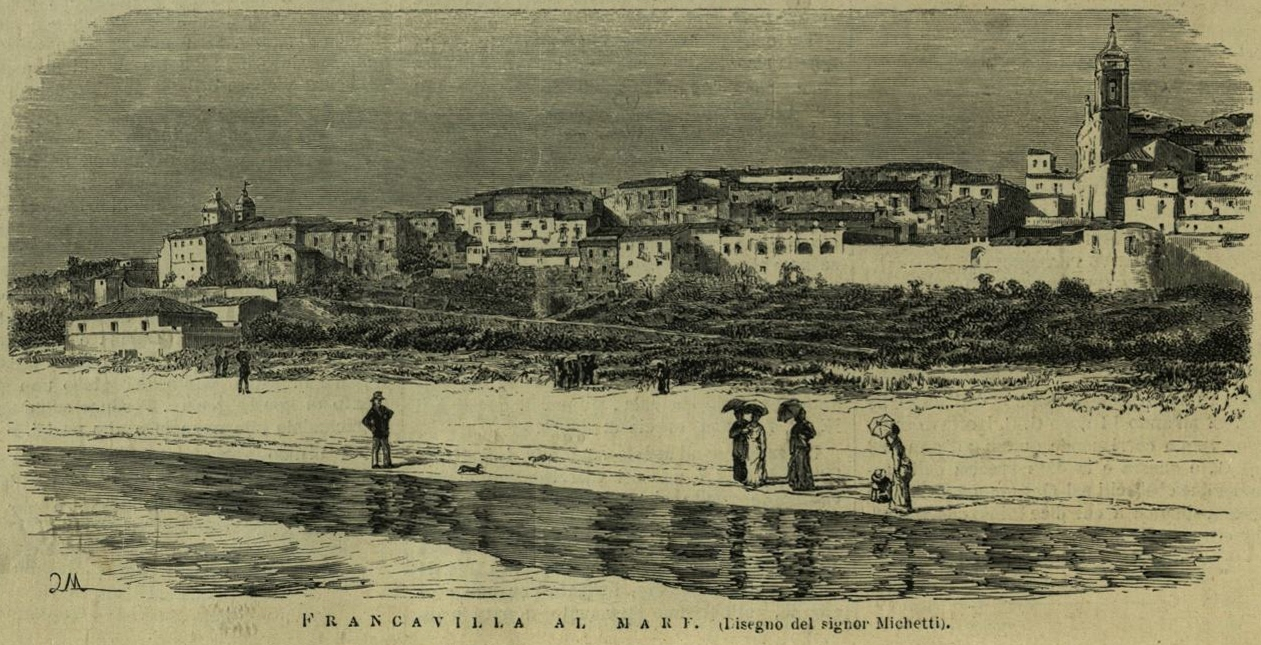
La città in un'illustrazione ottocentesca di Francesco Paolo Michetti

Negli anni successivi all'apertura della tratta ferroviaria Ancona-Pescara-Bari del 1865, iniziò a svilupparsi sulle rive dell'Adriatico il quartiere della Marina, con al centro il Palazzo della Sirena edificato nel 1887 da Antonino Liberi come luogo di svago della nuova borghesia, avviando la trasformazione del borgo in una stazione balneare.
Fu tuttavia nei decenni successivi, e in particolare a partire dagli anni ottanta dell'Ottocento, che Francavilla acquistò notorietà a livello nazionale grazie alle capacità e allo spirito di iniziativa di Francesco Paolo Michetti, che creò attorno alla sua persona un cenacolo letterario ed artistico con sede prima in un suo studio nella Marina, poi in un ex convento francescano, divenuto noto come convento Michetti, da lui acquistato nel 1885.
Molte delle personalità artistiche abruzzesi del tempo parteciparono al movimento culturale cittadino stimolato dell'artista di Tocco da Casauria, tra i quali Gabriele D'Annunzio, Francesco Paolo Tosti, Edoardo Scarfoglio, Matilde Serao e Basilio Cascella.

#### Seconda guerra mondiale
La città, descritta negli anni 1930 come una frequentata stazione balneare composta da eleganti villini e alberghi, fu in larga parte devastata durante la Seconda guerra mondiale, subendo i bombardamenti alleati e le distruzioni dell'esercito tedesco in ritirata, con la perdita pressoché integrale del centro storico. Durante l'occupazione tedesca si verificò l'episodio noto come strage di Santa Cecilia: il 30 dicembre 1943, durante un'operazione di rastrellamento delle truppe tedesche volta a catturare civili da impiegare nei lavori di fortificazione del territorio chietino, un soldato tedesco che prese di mira una ragazza fu ucciso dal padre di questa, e come rappresaglia i nazisti radunarono undici uomini, presi tra gli sfollati di passaggio e i prigionieri, e una volta condotti al comando tedesco di Villa Perenich li trucidarono, gettandone i resti in un vallone; in un secondo episodio, un maresciallo tedesco uccise altri nove civili impiegati nel lavoro coatto, facendoli poi seppellire dai superstiti in un letamaio. La riesumazione delle vittime e le celebrazioni funebri furono possibili solo nell'agosto 1944.
Liberata dagli alleati il 9 giugno 1944, la città fu ricostruita in forme moderne nell'immediato dopoguerra. Al termine del conflitto, infatti, la città era per lo più ridotta in macerie, con la notevole eccezione del convento Michetti, uno dei pochi edifici superstiti.

#### Secondo dopoguerra

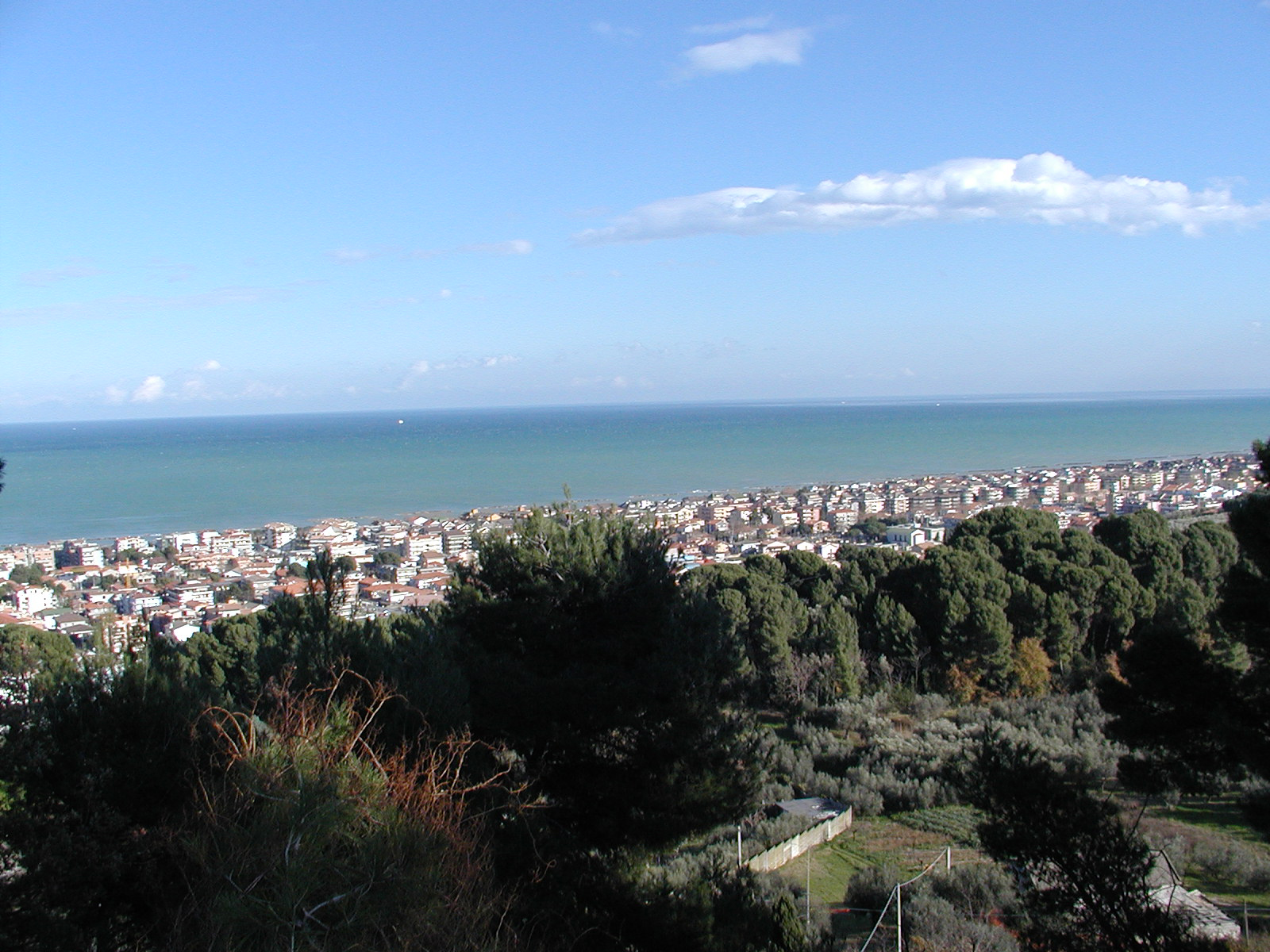
Veduta di Francavilla dal belvedere Setteventi

Superate le criticità più immediate e le prime ricostruzioni del dopoguerra, come la riattivazione ferrovia Adriatica nel 1947 e la ricostruzione del 1948 in stile razionalista di Palazzo della Sirena, uno dei precedenti simboli dell'architettura liberty in città andato distrutto nel 1943, la città iniziò una veloce crescita demografica (trainata dalla vicinanza con Pescara e dal fenomeno dalle emigrazioni interne abruzzesi), che la portò dai 9.974 abitanti del censimento del 1951 ai 21.675 del 1991.

### Simboli
Lo statuto comunale così descrive lo stemma: "Il Comune ha un proprio gonfalone ed un proprio stemma che raffigurano graficamente una torre con un triremi come da simbolo allegato al presente Statuto. Inoltre sono presenti alcuni versi tratti dall'Inno a San Franco, antico inno scritto in latino e dedicato appunto al Patrono della cittadina."
(D.P.R. del 13 dicembre 2011)
Il gonfalone è un drappo di azzurro con la bordatura di giallo.

## Monumenti e luoghi d'interesse

### Architetture religiose
Sorgono a Francavilla diversi edifici religiosi, situati in tutto il territorio comunale, fra cui le chiese di san Giovanni Battista e san Francesco; quest'ultima fu edificata secondo moduli architettonici romanici.

#### Chiesa di Santa Maria Maggiore

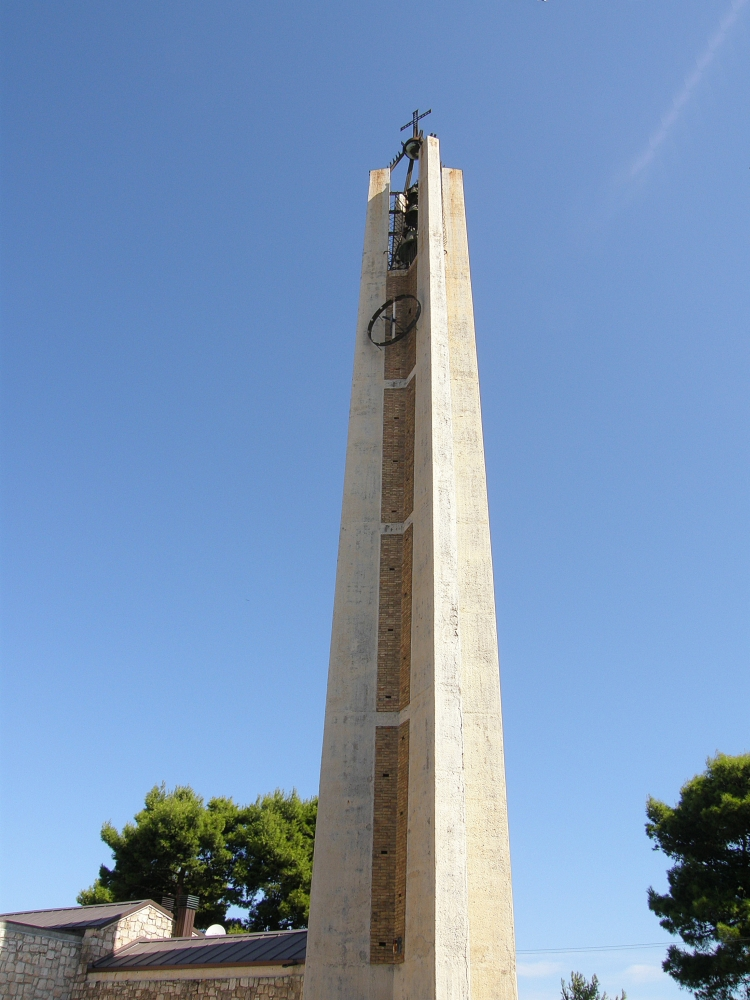
Il campanile della chiesa di Santa Maria Maggiore

La chiesa di Santa Maria Maggiore (in origine dedicata a San Franco) fu costruita nel XV secolo. Ricostruita completamente nel 1948 dopo la distruzione totale della Seconda guerra mondiale, fu progettata da Ludovico Quaroni, ed è costruita su un ampio basamento in pietra sul quale si eleva l'unica navata a forma di ottagono irregolare, con una schiacciata cupola a volta. L'edificio è stato decorato da Pietro Cascella, sia esternamente, con un gruppo di statue e la decorazione della facciata, sia all'interno con il fregio in terracotta del deambulatorio, le grate delle finestre, il pulpito, il cero pasquale e i seggi presbiteriali in pietra. Nella chiesa è custodito un ostensorio gotico del 1413, opera dell'orafo Nicola da Guardiagrele, ed altri oggetti sacri moderni.

#### Chiesa di San Bernardino
La chiesa di San Bernardino presenta una pianta ellittica, con facciata di stile tardo barocco, scandita da paraste angolari a capitello dorico, trabeazione che divide la facciata dall'architrave a forme rialzate e curvilinee, con due pinnacoli laterali piramidali, e un ulteriore rialzo a piccolo timpano triangolare.

#### Chiesa di Santa Maria della Croce
La chiesa di Santa Maria della Croce, risale al XV secolo. L'esterno è a pianta rettangolare, con tetto spiovente, e la facciata decorata da un oculo centrale per la luce, e un nartece ad arco a tutto sesto, che immette al portale.

#### Convento Michetti
Il convento dei Frati Minori Osservanti, dedicato a Sant'Antonio di Padova o anche Santa Maria del Gesù, noto come Convento Michetti o anche come "Cenacolo michettiano" o "Cenacolo dannunziano", è uno dei simboli della città. L'edificio fu eretto nel 1430, e venne acquistato nel 1885 da Francesco Paolo Michetti che, dopo averlo radicalmente ristrutturato, vi stabilì la propria residenza e ne fece un centro di incontri e di scambi culturali.

#### Chiese secondarie

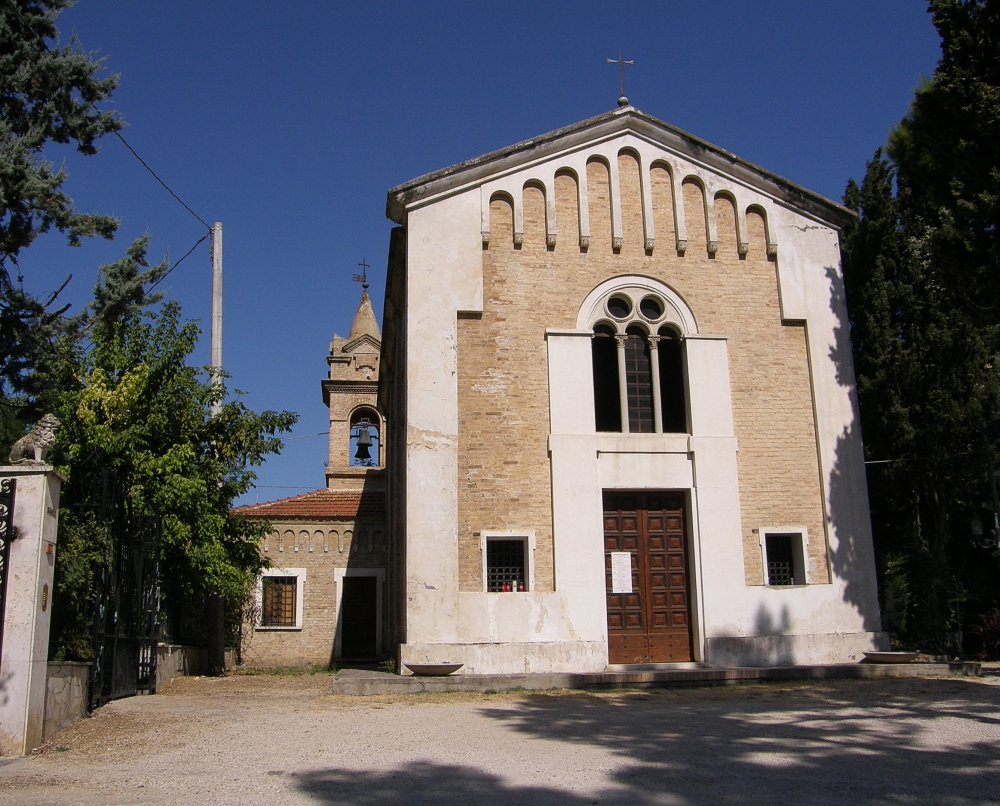
La chiesa di San Rocco

- Chiesa di San Rocco, edificio ottocentesco che andò a sostituire una cappella preesistente. Ha un aspetto eclettico con richiami agli stili neogotico e neoromanico.
- Muro del convento di San Francesco: risalente al XIII secolo, il muro faceva parte dell'originario complesso dei francescani di Francavilla.
- Chiesa della Madonna delle Grazie, una delle poche chiese di Francavilla rimaste inalterate dagli eventi bellici. Ha impianto rettangolare, con abside semicircolare, tetto a spioventi, e facciata a capanna, con un portale architravato sormontato da finestrone centrale. L'interno è a navata unica, intonacato di bianco, scandito da paraste a capitello corinzio.

### Architetture civili

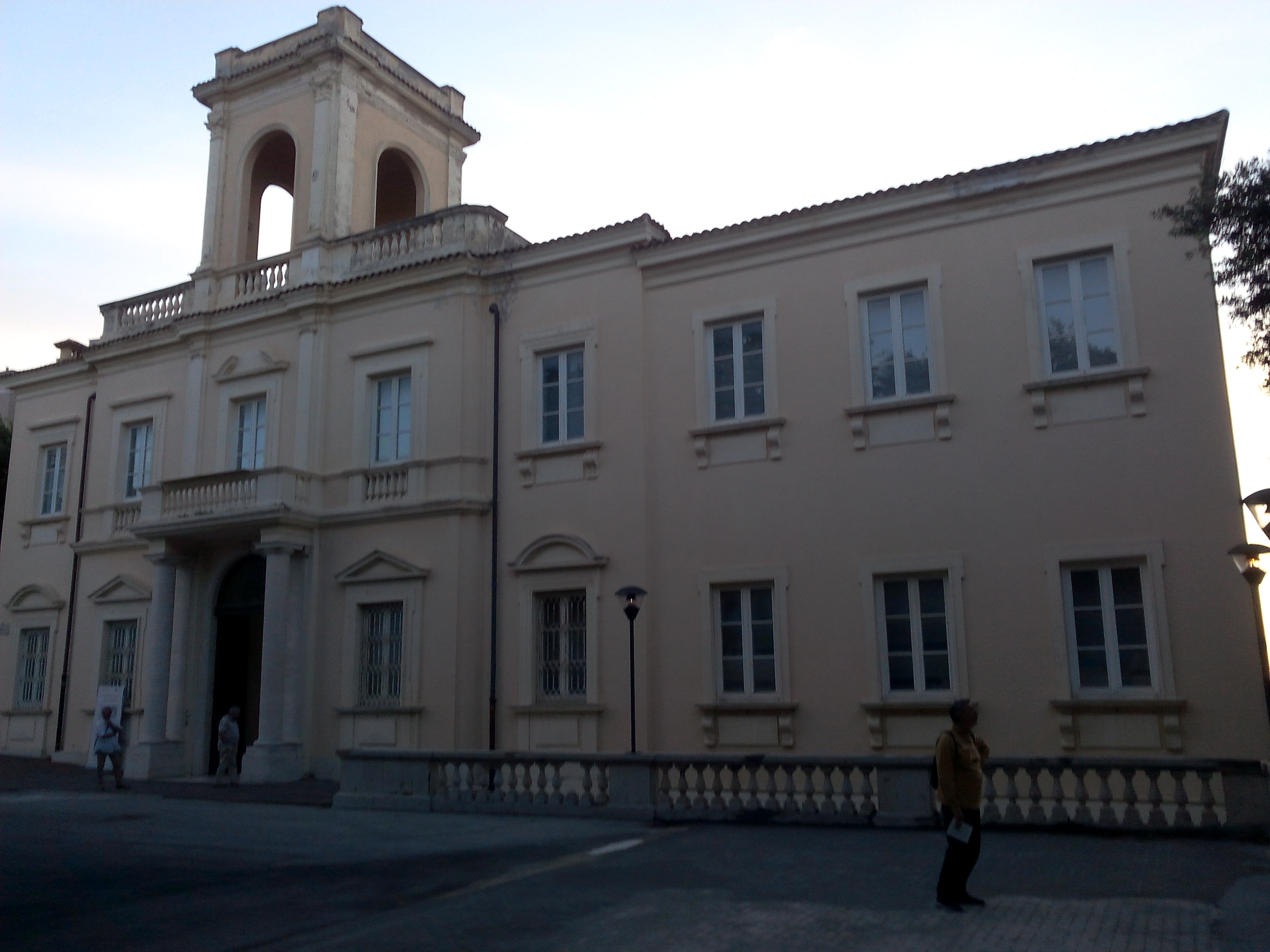
Palazzo San Domenico

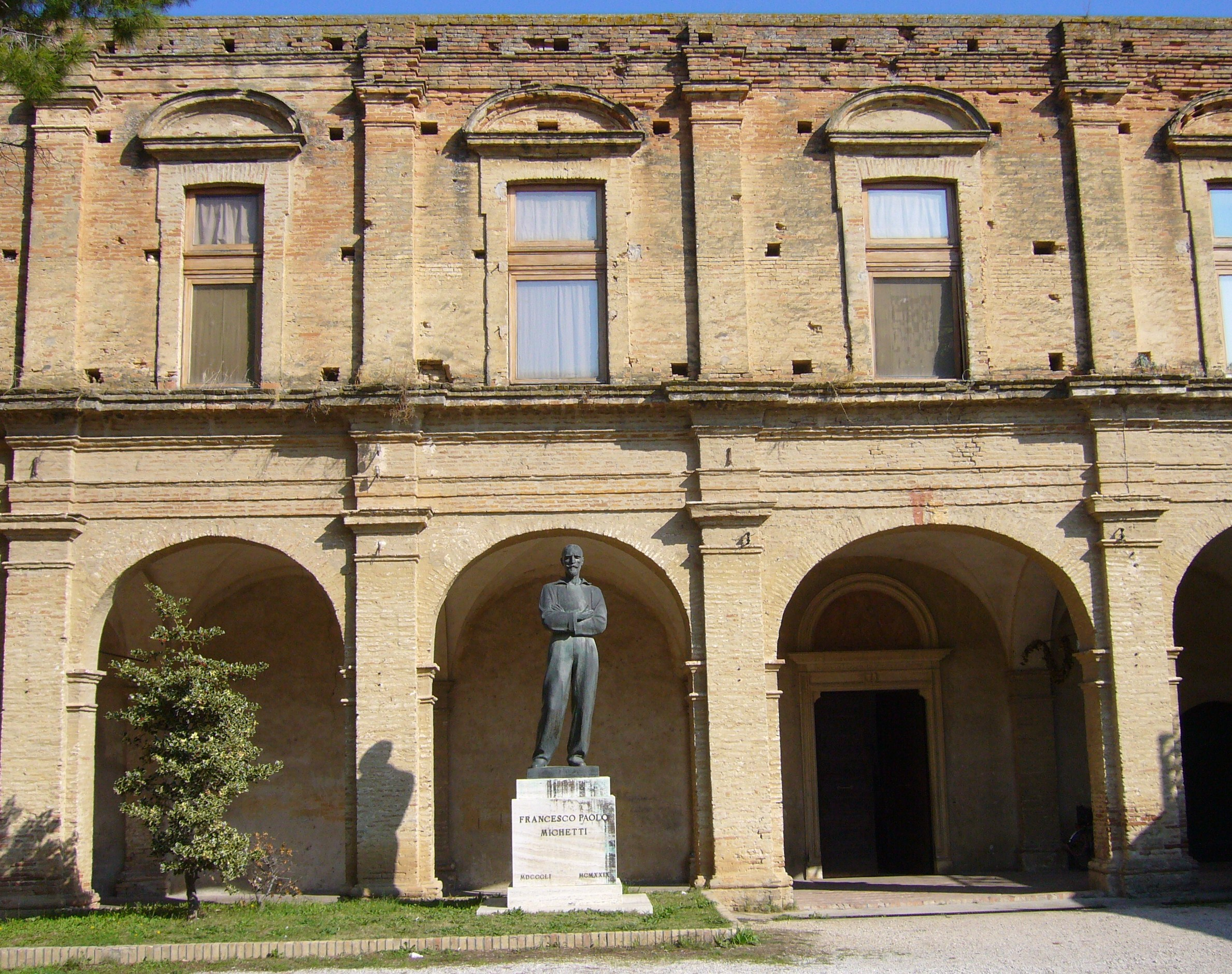
Facciata del convento Michetti con il monumento a Francesco Paolo Michetti

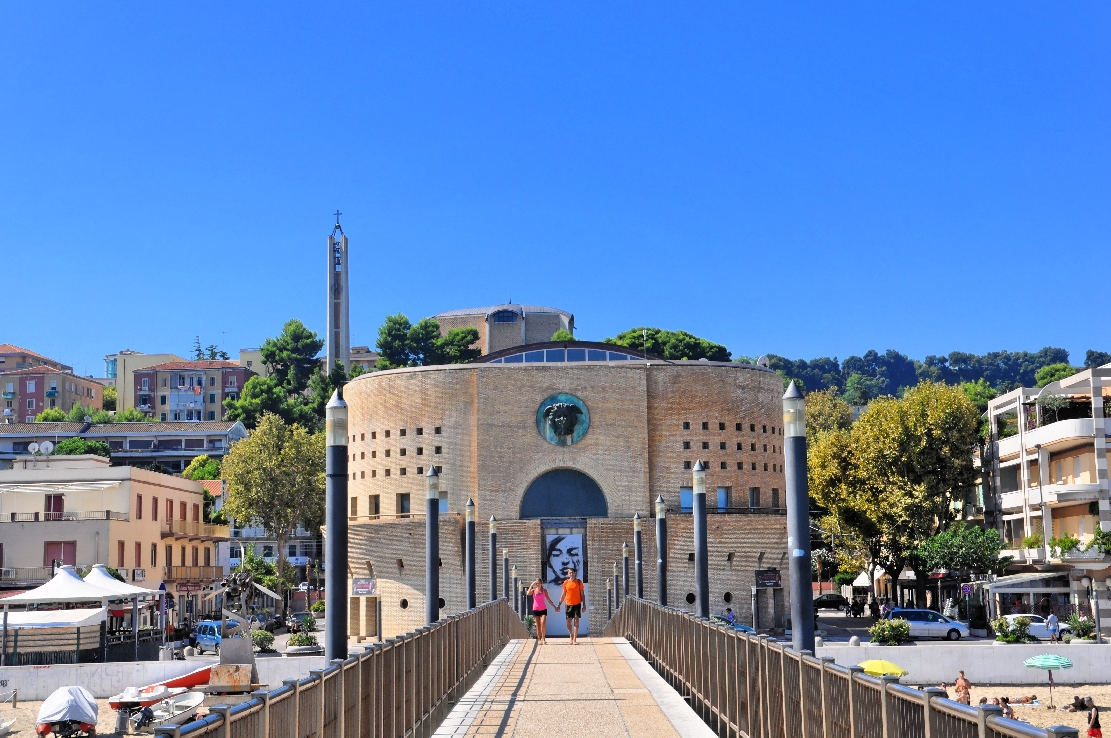
Pontile Sirena con il palazzo omonimo

- Palazzo Sirena:
Progettato in stile liberty dall'architetto e ingegnere Antonino Liberi, fu inaugurato il 22 Luglio 1888[29][30]. Per decenni l'edificio ottocentesco, distrutto dall'esercito tedesco nel 1943, fu al centro della vita culturale della città ospitando serate da ballo, concerti e altri eventi di vario genere. Fu ricostruito con un nuovo edificio in stile razionalista inaugurato nel 1951, definito dal Centro studi di architettura razionalista di Roma un "significativo esempio di architettura tardo razionalista".[31] Tra il 1991 ed il 1995 il palazzo venne ampliato con la costruzione di una nuova struttura di forma ovale che ne coprì il lato affacciato sul mare. Il 21 agosto 2017 la parte originaria del 1951 venne abbattuta ampliando così piazza Sirena mantenendo però l'auditorium aggiunto negli anni 1990.
- Palazzo San Domenico si trova nella centro storico, e dal 1998 ospita il Museo Michetti. Danneggiato parzialmente dagli eventi bellici, fu ricostruito in un aspetto non perfettamente conforme a quello originario, dotato di un campanile con cuspide barocca. Ha pianta rettangolare con facciata decorata da portale sormontato da tettoia con due colonne. Vi sono due ordini di finestre, e in cima alla facciata vi è una torre con quattro archi; all'interno è presente un chiostro.

### Architetture militari
In città sono conservate alcune torri di origine medievale, sopravvissute alle distruzioni della Seconda guerra mondiale:
- Torre d'Argento, situata nella zona della Civitella,a impianto semi cilindrico[32].
- Torre Masci, costruita nel 1570 e sita in via Michetti.[32]
- Torre Ciarrapico edificata nel 1660[32] e in seguito utilizzata come prigione. La torre è stata adibita a museo, ospitando il Museo della Marina, ed è collegata al muro dell'ex convento di San Francesco.

## Società

### Evoluzione demografica
Abitanti censiti

### Etnie e minoranze straniere
Al 31 dicembre 2023 erano presenti 1.466 residenti di origine straniera, in prevalenza provenienti dall'Europa orientale, che costituiscono il 6,27% della popolazione complessiva del comune.

### Lingue e dialetti
Nel comune è parlato il dialetto francavillese, definibile, nella sua forma più arcaica, un dialetto di tipo "chietino orientale": esso infatti presenta legami con altre parlate della provincia di Chieti, specie quelle dei paesi limitrofi, come testimoniato dal frequente passaggio di "a" intervocalica e tonica in "e" (Libbërètë per "Liberata", paghè per "pagare"), oppure dalla metafonesi sempre di "a" in "e" (tu èbbëtë per "tu abiti").
Tuttavia, solamente le generazioni più anziane si esprimono ancora oggi in questo modo, mentre la maggior parte della popolazione preferisce utilizzare un dialetto definibile come di tipo "pescarese meridionale": il vernacolo francavillese attuale, specie quello delle generazioni più giovani, risulta infatti influenzato in maniera sempre più preponderante dalla parlata del vicino capoluogo adriatico, che costituisce per i francavillesi un punto di riferimento lavorativo, ricreativo e di conseguenza anche linguistico. Le persone più giovani sono peraltro spesso discendenti da cittadini francavillesi "acquisiti", dunque non autoctoni ma che per i più disparati motivi, lavorativi e non, hanno fissato la loro dimora nella cittadina, specialmente nell'area a nord del fiume Alento, la più vicina a Pescara, con cui forma ormai un unico agglomerato urbano. La popolazione più giovane pertanto tende ad aprire maggiormente le vocali e ad usare vocaboli e cadenza del tutto simili a quelli in uso a Pescara e dintorni, salvo al massimo qualche lievissima sfumatura territoriale, specie nelle aree più interne del comune. Francavilla rappresenta perciò il comune più meridionale di quella che può essere definita a buon diritto una vera e propria "koinè pescarese", fenomeno dialettale di recente sviluppo e in continua estensione, che sulla costa si protrae a nord fino a Silvi e oltre, e che presenta inoltre diramazioni più o meno ampie verso l'interno.

### Tradizioni e folclore
La festa patronale di san Franco eremita si festeggia il 18 agosto, con un programma festivo che parte dal 15, giorno di Ferragosto.

## Cultura

### Istruzione
Nel territorio comunale, in aggiunta a un liceo scientifico e tecnologico, sono presenti diverse scuole paritarie private che coprono tutti i campi della formazione primaria e secondaria.

#### Università
Presso la Fondazione Istituto "Santa Caterina" Fondazione Istituto Santa Caterina di Francavilla al mare, è presente un corso di laurea dell'università Cattolica del Sacro Cuore.

#### Musei
Sono attivi il dal 1998 Museo Michetti in Palazzo San Domenico, che ospita diverse tele del pittore abruzzese, e il Museo navale Ezio Masci, contenente diversi cimeli marinari.

### Cinema
- Torna caro ideal di Guido Brignone (1939), girato in parte a Francavilla, al Convento Michetti e nel Parco Villanesi
- Un'avventura romantica di Davide Cavuti (2016), girato in parte a Francavilla al Mare.
- Ti presento Sofia di Guido Chiesa (2018), girato in parte a Francavilla al Mare.

### Eventi

#### Premio Michetti
Nata nel 1947, nel corso degli anni la manifestazione si è trasformata dall'originario premio di pittura, a una manifestazione che include varie discipline artistiche come fotografia, scultura e produzioni video.
Circa centosessanta opere esposte nel tempo nella manifestazione costituiscono una collezione permanente del Museo Michetti.

#### Carnevale d'Abruzzo
Tradizione cittadina nata nel secondo dopoguerra, la manifestazione del Carnevale d'Abruzzo si svolge con carri costruiti dai cartapestai del luogo, decorati con caricature dei personaggi di attualità.

## Economia

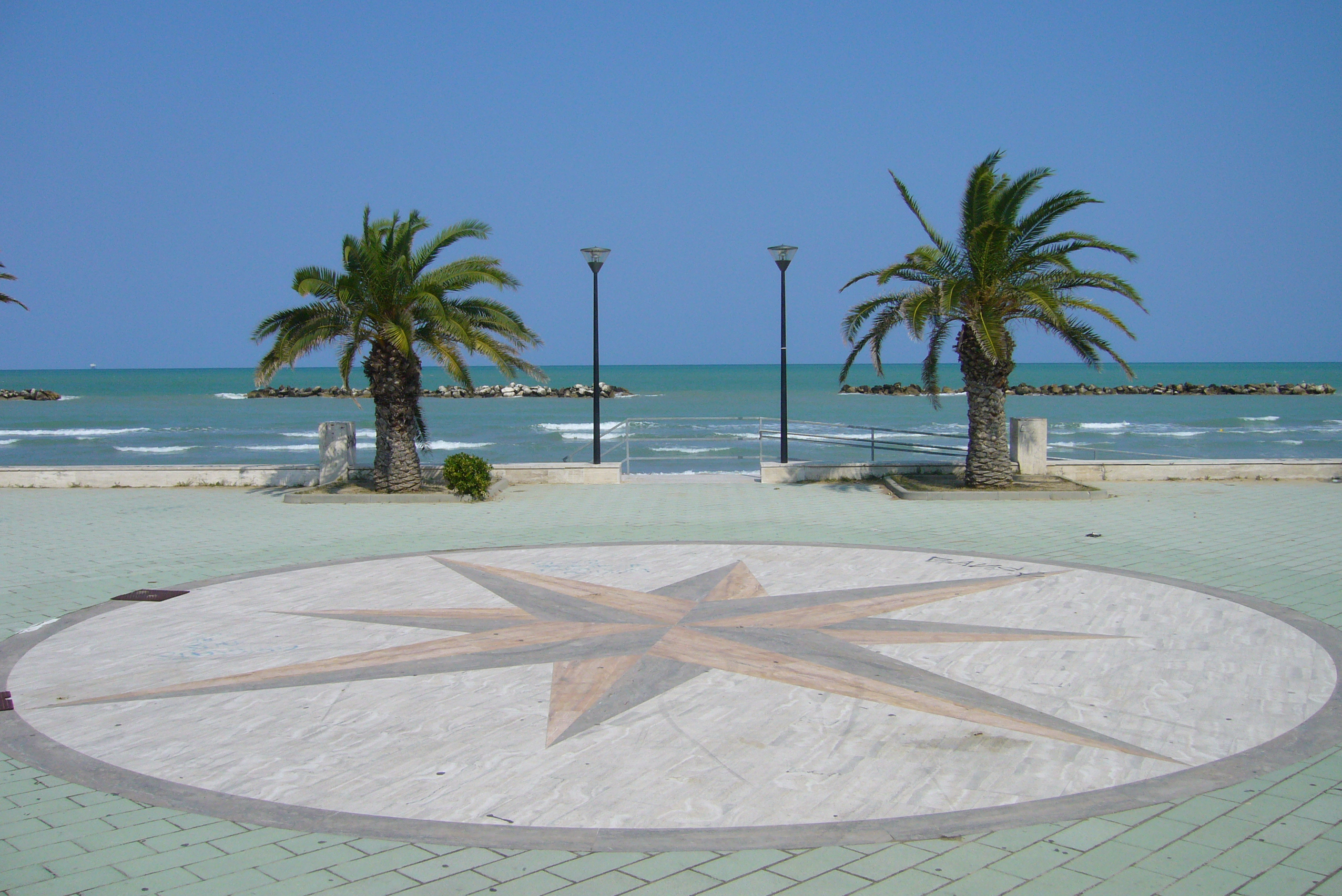
La rotonda Michetti lungo viale Francesco Paolo Tosti

### Agricoltura
Il territorio di Francavilla rientra nel comprensorio del disciplinare di produzione del Montepulciano d'Abruzzo D.O.C. e del Trebbiano d'Abruzzo D.O.C., e sono attive numerose cantine e aziende vinicole.

### Artigianato
Tra le attività economiche più tradizionali e diffuse, la lavorazione della maiolica e la tessitura.

### Industria
Nella contrada Fondo Valle Alento è presente uno dei principali nuclei industriali della provincia.

### Turismo

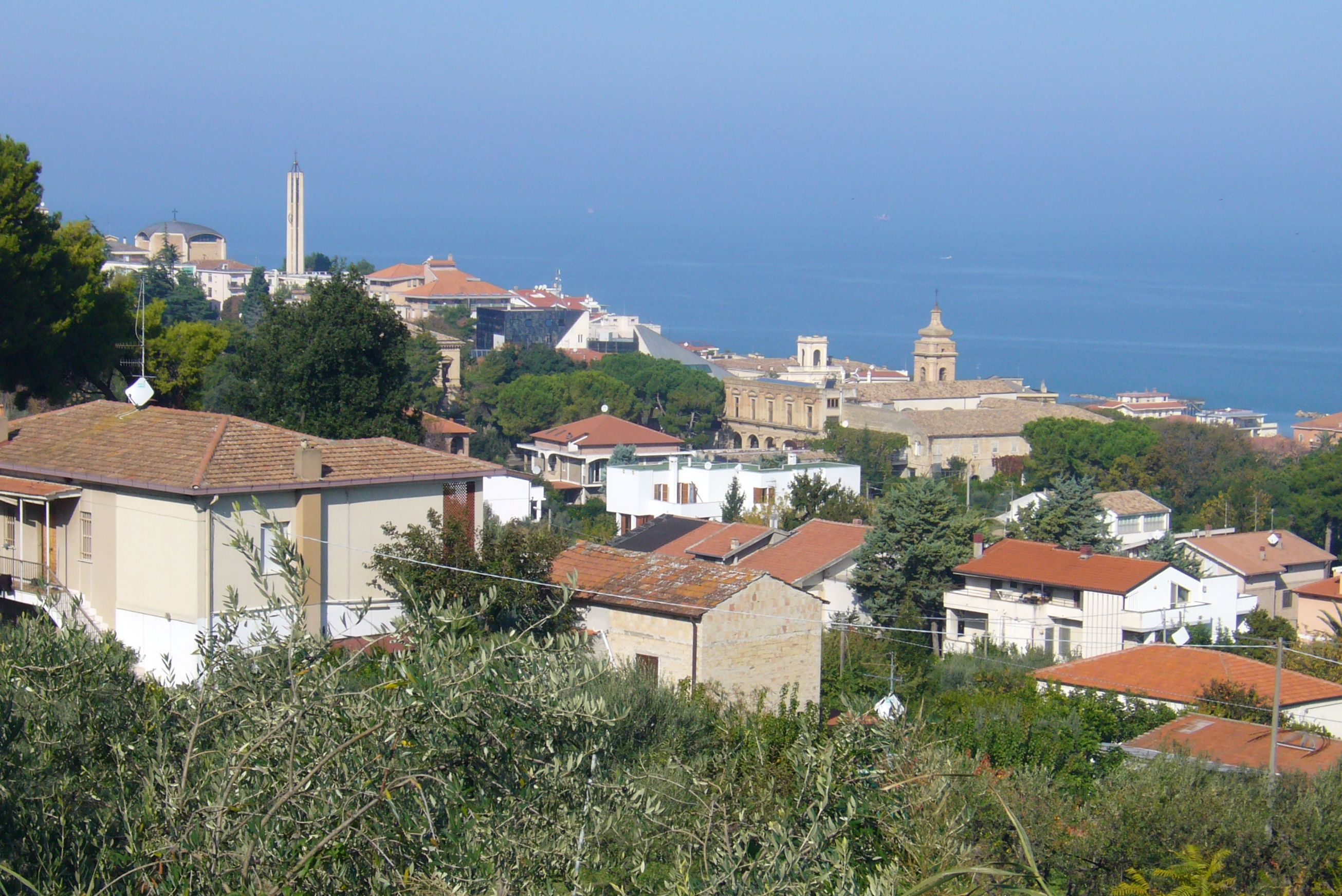
Il centro storico da contrada Quercetti: sulla destra il convento Michetti, a sinistra il campanile della chiesa di Santa Maria Maggiore

.Le lunghe e attrezzate spiagge della cittadina, una delle principali stazioni balneari abruzzesi, sono tradizionale meta di turismo estivo locale e nazionale. Il comune aderisce inoltre alle associazioni Città Slow e Città del Vino.

## Infrastrutture e trasporti

### Strade
La cittadina attraversata dall'autostrada A14, dalla strada statale 16 Adriatica e dalla tangenziale di Pescara.

### Ferrovie

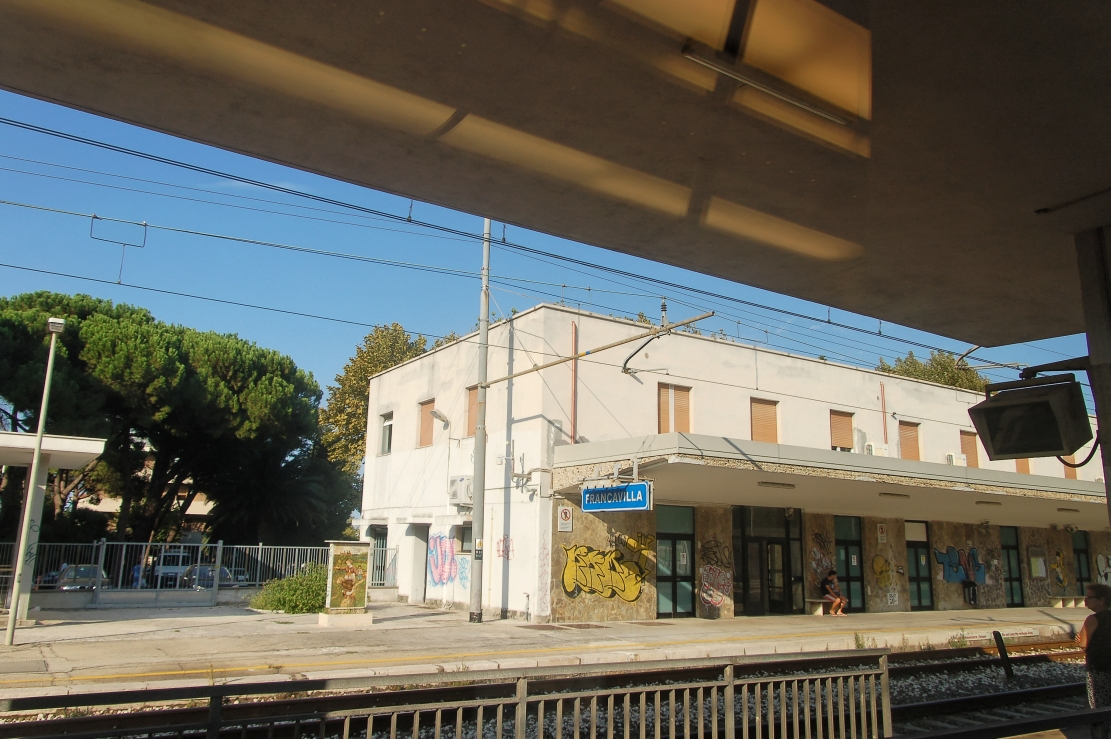
La stazione di Francavilla al Mare

Francavilla è servita dalla ferrovia Adriatica grazie all'omonima stazione realizzata nel 1948.

### Mobilità urbana
Il trasporto pubblico urbano è affidato alla TUA e viene gestito unitamente a quello di Pescara. Sulla costa francavillese è stato in parte realizzato il tratto locale del Corridoio Verde Adriatico.

## Amministrazione

Stemma comunale

| Periodo          | Periodo          | Primo cittadino     | Partito                                        | Carica                    | Note |
| ---------------- | ---------------- | ------------------- | ---------------------------------------------- | ------------------------- | ---- |
| 5 agosto 1985    | 24 maggio 1990   | Roberto Angelucci   | DC                                             | Sindaco                   |      |
| 29 maggio 1990   | 6 aprile 1992    | Roberto Angelucci   | DC                                             | Sindaco                   |      |
| 6 maggio 1992    | 7 giugno 1993    | Antonio D'Argento   | DC                                             | Sindaco                   |      |
| 6 agosto 1993    | 8 maggio 1995    | Alfredo De Felice   | DC                                             | Sindaco                   |      |
| 8 maggio 1995    | 13 maggio 1998   | Alessandro Bruno    | Liste civiche di centro-sinistra               | Sindaco                   |      |
| 13 maggio 1998   | 11 giugno 1998   | Luigi Pizzi         |                                                | Commissario Prefettizio   |      |
| 11 giugno 1998   | 14 dicembre 1998 | Luigi Pizzi         |                                                | Commissario Straordinario |      |
| 14 dicembre 1998 | 27 maggio 2003   | Roberto Angelucci   | centro-destra                                  | Sindaco                   |      |
| 27 maggio 2003   | 29 aprile 2008   | Roberto Angelucci   | Liste civiche di centro-destra                 | Sindaco                   |      |
| 29 aprile 2008   | 20 gennaio 2011  | Nicolino Di Quinzio | Liste civiche di centro-sinistra               | Sindaco                   |      |
| 20 gennaio 2011  | 17 febbraio 2011 | Domenica Calabrese  |                                                | Commissario Prefettizio   |      |
| 17 febbraio 2011 | 1º giugno 2011   | Domenica Calabrese  |                                                | Commissario Straordinario |      |
| 1º giugno 2011   | 11 giugno 2016   | Antonio Luciani     | Pd e Liste civiche di centro-sinistra          | Sindaco                   |      |
| 11 giugno 2016   | 17 ottobre 2021  | Antonio Luciani     | Pd e Liste civiche di centro-sinistra          | Sindaco                   |      |
| 18 ottobre 2021  | in carica        | Luisa Ebe Russo     | PD - Azione - Liste civiche di centro-sinistra | Sindaco                   |      |

### Gemellaggi
- Iași, Romania dal 2010

## Sport

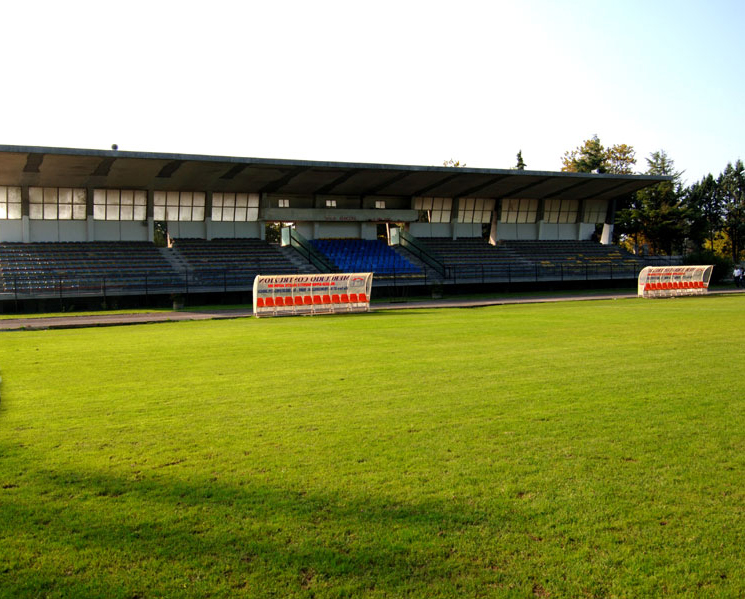
Stadio Valle Anzuca

### Calcio
La principale squadra cittadina, erede della tradizione della Francavilla Calcio, milita nel campionato provinciale di promozione, disputando gli incontri di casa nello stadio cittadino Valle Anzuca.

### Baseball e Softball
La società Francavilla Hawks Baseball e Softball era presente in città dal 1977. L'ultimo riconoscimento è stato il titolo di campione regionale categoria cadette softball, vinto nella stagione 2008.

### Ciclismo
Nel 2024 si è conclusa a Francavilla al Mare l'undicesima tappa del Giro d'Italia 2024